# Dhünnhochfläche
Die Dhünnhochfläche ist laut dem Handbuch der naturräumlichen Gliederung Deutschlands eine naturräumliche Einheit mit der Nummer 338.20 und gehört zu dem übergeordneten Naturraum 338.2 (Südbergische Hochfläche). Sie umfasst fast das gesamte Stadtgebiet Wermelskirchens, den Burscheider Ortsteil Hilgen, den Westen von Hückeswagen mit dem Einzugsgebiet des Purder Bachs und Teile des Wipperfürther Ortsteils Wipperfeld im Dhünntal nördlich der Bundesstraße 506. Die Südgrenze des Naturraums bildet fast trennscharf der Fluss Große Dhünn von der Quelle bis zur Einmündung des Eifgenbachs. Nach dem Aufstau der Großen Dhünntalsperre befindet sich diese nun zur Hälfte im Naturraum. Die Nordgrenze folgt grob der Trasse der Bundesautobahn 1.
Die Dhünnhochfläche liegt südlich des Remscheider Berglands (Ordnungsnummer 338.060) und der Lenneper Hochflächen (338.10) und grenzt im Osten an die Wippermulde (338.12). Im Dhünntal schließen sich im Süden die Kürtener Hochfläche (338.220) und die Bechener Hochfläche (338.21) an, im Osten geht die Dhünnhochfläche in die Burscheider Lößterrassen (338.00) über.
Bei der Dhünnhochfläche handelt es sich um eine schiefe Hochebene, die von 320 bis 330 m Höhe im Nordosten am Wippermuldenrand bis auf 200 m im Südwesten am Rand der Burscheider Lößplatte abfällt. Die Hochfläche wird durch die tiefen Bachtäler der Großen und Kleinen Dhünn, des Eifgenbachs, des Purder Bachs und deren zahlreichen Nebenflüsse fein gegliedert. Die zwischen den Bächen von Nordost nach Südwest verlaufenden Hochflächenriedel sind dennoch zusammenhängend, so dass der durchgehende Charakter einer Hochebene trotz der intensiv zerschnittenen Geländestruktur nicht verloren geht. Auf den geneigten, federförmig zerschlitzten und breiten Riedeln verlaufen Höhenwege wie die heutige Bundesstraße 51, die bereits in vorhistorischer Zeit als Heerweg Köln–Dortmund genutzt wurden oder die Landesstraße L101. Das Dhünntal ist 100 bis 150 m tief eingeschnitten und wie seine Nebentäler breitsohlig und besitzt steile Hänge.
Geologisch ist die Dhünnhochfläche Teil des Südflügels des Remscheid-Altenaer Sattels. Das Gestein besteht überwiegend aus Tonschiefern des Unter- und des Mitteldevons. Untergeordnet und nicht auffällig sind die widerstandsfähigen Mühlenbergschichten aus Grauwacken. Die Böden sind meist mittel- bis flachgründige sandig-steinige Lehme, die ungünstig für den landwirtschaftlichen Anbau von Feldfrüchten sind. Daher finden sich im Naturraum neben Flächen für die Weidewirtschaft vor allem größere Waldgebiete und industriell bedingte dichte Bebauung entlang der Höhenwege. Dort befinden sich auch die größeren Siedlungen wie Wermelskirchen (Kernstadt) oder Dabringhausen.
Im Rahmen der Regionale 2010 wurde der Begriff Dhünnhochfläche einer breiteren Öffentlichkeit bekannt, da das Projektziel unter anderem die touristische Entwicklung und Vermarktung des Naturraums beinhaltete.